# Poa induta
Poa induta är en gräsart som beskrevs av Joyce Winifred Vickery. Poa induta ingår i släktet gröen, och familjen gräs. Inga underarter finns listade i Catalogue of Life.